# Dieuze
Dieuze es una comuna francesa situada en el departamento de Mosela, de la región del Gran Este.

## Geografía
Está ubicada a 14 km al este de Château-Salins. 

## Historia
Entre 1871 y 1918, estaba en Alemania.

## Demografía
| 3 563 | 4 075 | 4 141 | 3 893 | 3 566 | 3612 | 3 789 | 3 614 | 3 093 |
| Para los censos de 1962 a 1999 la población legal corresponde a la población sin duplicidades (Fuente: INSEE [Consultar]) |       |       |       |       |      |       |       |       |